# Amberg-Sulzbach
Amberg-Sulzbach là một huyện ở bang Bayern, Đức. Huyện này bao quanh nhưng không bao gồm thành phố Amberg. Huyện này giáp các huyện (từ phía bắc theo chiều kim đồng hồ): Neustadt (Waldnaab), Schwandorf, Neumarkt, Nürnberger Land và Bayreuth.

## Lịch sử
Huyện này có lịch sử liên quan đến lịch sử của Oberpfalz và thành phố Amberg.
Huyện đã được lập năm 1972 thông qua việc sáp nhập các huyện cũ Amberg và thành phố không thuộc huyện Sulzbach-Rosenberg (thành phố này đã bị mất tư cách thành phố độc lập cấp huyện trong cải cách hành chính này).

## Địa lý
Huyện này tọa lạc ở trung tâm của Bayern, 40 km về phía đông Nuremberg. Trục chính của vùng là sông Vils (một phụ lưu của Naab) chảy qua huyện từ phía bắc xuống phía nam. Phía tây con sông là vùng đất cao Frankenalb, còn phía đông có các đồi ở vùng tam giác giữa Naab và Vils. Huyện này chủ yếu là rừng, đặc biệt là phần phía tây.

## Thị xã và đô thị
| Thị xã                                                                     | Đô thị | |
| -------------------------------------------------------------------------- | --- | --- |
| 1. Auerbach 2. Hirschau 3. Schnaittenbach 4. Sulzbach-Rosenberg 5. Vilseck | 1. Ammerthal 2. Birgland 3. Ebermannsdorf 4. Edelsfeld 5. Ensdorf 6. Etzelwang 7. Freihung 8. Freudenberg 9. Gebenbach 10. Hahnbach 11. Hirschbach | 1. Hohenburg 2. Illschwang 3. Kastl 4. Königstein 5. Kümmersbruck 6. Neukirchen bei Sulzbach-Rosenberg 7. Poppenricht 8. Rieden 9. Schmidmühlen 10. Ursensollen 11. Weigendorf |